# Сеидзаде, Шахин Камиль оглы
Шахин Камиль оглы Сеидзаде (азерб. Şahin Kamil oğlu Seyidzadə, ; род. 15 апреля 1978, Баку) — депутат Национального собрания Азербайджана VI, VII созывов. Председатель правления Управления Государственного историко-архитектурного заповедника «Ичеришехер» (2022—2024).

## Биография
Родился 15 апреля 1978 года в Баку. В 1995 году окончил Технико-гуманитарный лицей имени Габиб-бека Махмудбекова.
В 1999 году окончил Азербайджанский государственный педагогический университет. В 2001 году окончил магистратуру Азербайджанского государственного педагогического университета.
В 2006 году получил степень магистра по специальности «менеджмент» Азербайджанского государственного экономического университета.
В 2007 году окончил Московскую высшую школу социальных и экономических наук по специальности «организация и управление образованием». Также в 2007 году получил степень магистра Манчестерского университета по специальности «организация и управление образованием».
С 1999 по 2005 год являлся руководителем Национального дебатного центра.
С 2005 по 2007 год являлся главой Школы человеческих ресурсов.
С 2012 по 2017 год являлся членом Наблюдательного совета Молодежного фонда при Президенте Азербайджана.
С 2015 по 2020 год являлся руководителем Исполнительного комитета образовательных групп «SABAH» Министерства образования Азербайджана.
С 2019 года являлся заместителем председателя комиссии по работе с молодыми предпринимателями Национальной конфедерации организаций предпринимателей (работодателей) Азербайджана, 
В 2019 — 2022 годах был руководителем конкурса «Социальные проекты», проводимого общественным объединением «Региональное развитие» по инициативе Фонда Гейдара Алиева.
С 2022 года является членом Совета по аккредитации Министерства науки и образования Азербайджана.
Депутат Национального собрания Азербайджана VI (10 марта 2020 — 17 марта 2022), VII созывов.
В парламенте VI созыва являлся членом комитета по науке и образованию, молодёжи и спорта, а также комитета по сотрудничеству с Европейским парламентом. Являлся членом рабочей группы по разработке закона «О высшем образовании».
Председатель правления Управления Государственного историко-архитектурного заповедника «Ичеришехер» (3 марта 2022 — 23 сентября 2024). В связи с назначением 16 марта 2022 года подал заявление об отказе от мандата депутата. 17 марта 2022 года полномочия депутата были прекращены.
Является преподавателем Академии государственного управления Азербайджана и Азербайджанского государственного педагогического университета.

## Награды
- Почётный диплом Президента Азербайджана (28 января 2016, за плодотворную деятельность в реализации молодежной политики)[5].